# Twierdza Ram
Twierdza Ram (srb. Тврђава Рам  Tvrđava Ram) – średniowieczna twierdza położona nad brzegiem rzeki Dunaj, na terenie dzisiejszej Serbii. Znajduje się w miejscowości Ram, w okręgu braniczewskim. 

## Historia
Twierdza Ram została wybudowana w 1483 roku na zlecenie sułtana Bajazyda II. Budowla miała na celu obronę granicy ówczesnego Imperium Osmańskiego oraz kontrolę nad żeglugą na Dunaju. W XVIII wieku twierdza przeszła na własność Habsburgów. W XIX wieku znalazła się na terytorium niepodległej Serbii.